# 木曽谷

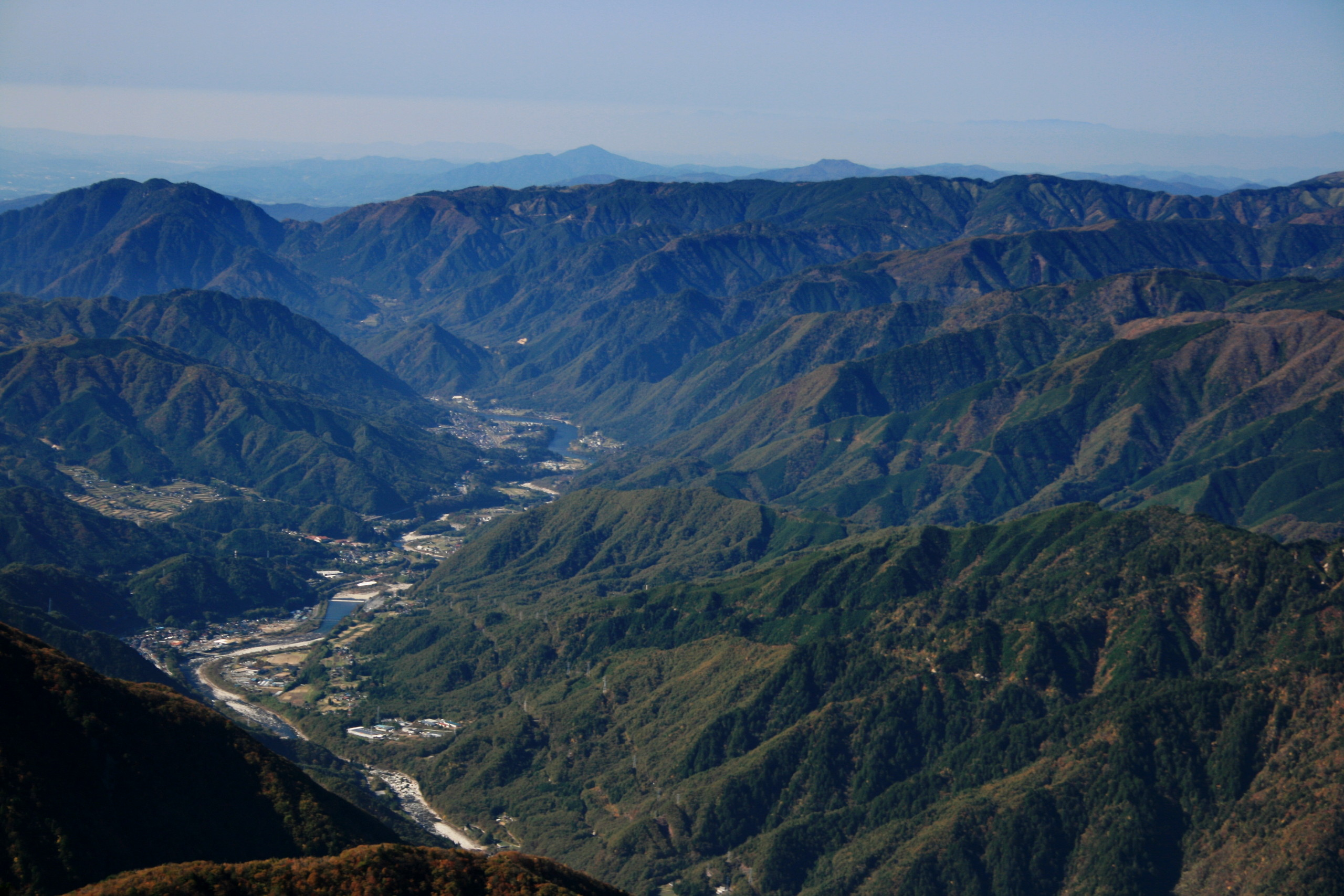
木曽山脈から望む木曽谷（大桑村周辺の地域）

木曽谷（木曾谷、きそだに）とは、木曽川上流の流域を表す名称である。木曽川の浸食により形成されたV字谷状地形が延長約60kmにわたっており、その主線はおおむね北北東から南南西の方角に沿う。東南方面には木曽山脈（中央アルプス）が、西北方面には御嶽山系がある。現在の長野県南西部が主な地域である。地形的には鳥居峠以南の木曽川上流の流域をさすが、歴史的には木曽路をさすことがある。木曽谷、木曾谷の表記については木曽を参照。

## 地域範囲
おおむね、長野県木曽郡の全域（上松町、木曽町、南木曽町、王滝村、大桑村、木祖村）、岐阜県中津川市の一部（神坂、馬籠、山口地区）に該当する。

## 人文史
史料上の記事は、まず『続日本紀』に見え、702年（大宝2年）に岐蘇山道（きそのやまみち）が、713年（和銅6年）に吉蘇路（きそのみち）が開通したとある。木曾の表記は平安時代末期ごろに現れ、源義仲（木曾義仲）の活躍などによって広く定着したとされる。
当初は美濃国恵那郡に属していたが、信濃国と所属がしばしば争われた。9世紀後半の貞観年間には勅命により、朝廷より藤原（朝臣）正範と靭負（直）継雄が派遣され、両国の国司と現地に臨んだ。この時の正範らの報告によると、もともと吉蘇、小吉蘇の両村（木曽谷の村落）は美濃国恵奈郡絵上郷の地域にあり、和銅6年（713年）に美濃守笠麻呂、美濃少掾の門部（連）御立、美濃大目の山口（忌寸）兄人らがここに吉蘇路を開通させた。ここは美濃の国府（不破郡垂井町府中）から10日余りもかかる距離にあり、信濃国のすぐ近くではあるが、もし信濃国ならば美濃国司がこのような遠いところで工事をする理由がないという。この報告によって、朝廷は木曽谷を美濃国と決めた。
そして元慶3年（879年）9月に懸坂上岑(木祖村と旧奈川村との境界にある境峠と（鳥居峠）を境界とし、岐蘇・小岐蘇の所属は美濃国恵那郡絵上郷と定められたが、平安末期になると、源義仲が信濃国木曾の住人とされたように、「木曾谷は信濃」という認識が生まれた。承平天慶の乱では木曽谷の警護のため朝廷から岐曽道使が派遣された。 
古代末期から中世初期にかけて、王滝川を挟んで北側の大吉祖荘（宗像少輔領）と、南側の小木曾荘（八条院領）の2つの荘園が史料上に現れ、中世中期（14世紀）頃までその名が見られる。大吉祖荘は信濃国、小木曽荘は美濃国と書かれる傾向にあった。元徳元（1329年）の検注文書によれば、小木曽荘内には、水野保、永野保、吉野保の3つの保があった。14世紀までに常陸国の真壁氏が地頭として木曾谷南部の小木曽荘を支配していたが、建武の乱の勲功で足利尊氏から木曾谷北部の大吉祖荘を恩賞として与えられた上野国沼田氏が当地に入部すると、沼田氏は木曾谷全域へ支配を広げていった。沼田氏は当初、藤原秀郷の末裔を自称したが、後世、源義仲の末裔を称して木曾氏と名乗った。また、真壁氏については小木曽荘を継いだ庶流（美濃真壁氏）が足利尊氏に従って東国に帰還した後、真壁の宗家を追放して常陸国に復帰したとする有力説が出されているが、一部は木曾氏の被官となったとみられている。なお、異説として、「大（オホ）」と「小（ヲ）」を音韻の混同と捉え、小坂が大坂に発音・表記が変化したように、小木曾荘が大吉祖荘とも呼ばれたのではないか（つまり、2つの荘園は同一の荘園である）とする所三男の説がある。
15世紀末には、新たに木曾荘が登場する。木曾荘は16世紀前半まで美濃国として史料に現れる。美濃国恵那郡であった木曽全域が信濃国になった時期について、信州大学人文学部の山本英二准教授が大桑村の定勝寺の古文書の回向文の中から年代が分かる5点で、1491年には、美濃州恵那郡木曽庄とあるが、1515年には、信濃州木曽荘と書かれていたので木曽が美濃国恵那郡から信濃国へ移ったのは1491年から1515年の間と結論付けた。 16世紀半ば頃に当地を支配下に入れた武田信玄は木曾谷を信濃と認識した。「木曾谷は信濃」の認識が定着したのは、おそらく信玄以後のことだろうと考えられている。しかし木曾古道記には木曽川より東側にある定勝寺の天文18年（1549年）作の鐘銘には信州木曾庄と書かれてあるのに対し、木曽町の木曽川より西側にある興禅寺にある承応2年（1653年）作の鐘銘には美濃国恵那郡木曾庄となっていることを述べた上で、天正以来の記録に木曽川より東を信濃国筑摩郡、木曽川より西を美濃国恵那郡と分けていたが、享保9年（1724年）に木曽川の東も西も信濃国筑摩郡木曾と定められたと書かれている。
江戸時代初頭になると、全国各地の建設ラッシュに応えるため木材生産地として開発され、本来の信濃である奈川、奈良井、贄川の3ヶ村（いずれも信濃川水系）とともに1615年（元和元年）、尾張藩に組み入れられた。その後、ヒノキを中心とする林業が隆盛した。（詳細→#林業節）
明治以降も林業が産業の中心を占め続け、交通の相対的な不便さもあって近代産業の発展は見られなかった。その反面、近代以前の景観がよく保存されており、貴重な観光資源を形成している。

## 林業
長野県側に木曽谷森林計画区があり、それに接して岐阜県側に木曽川森林計画区がある。
大部分を急峻な山地が占めるため耕作地は少なく、木曽川沿いの狭小な平地に見られる程度である。年間降水量3000mmという豊富な雨量と、濃飛流紋岩類の風化による保水力の高い土壌によって、針葉樹が生育しやすい条件がそろっており、近世初期以降、尾張藩の経営によってヒノキを中心とする林業がおこり、当地の主要産業として栄えた。ヒノキを中心に木曽五木の美林で知られる。
近世初頭には、江戸幕府の政策に従って畿内や北陸などの林業先進地から多くの杣工が動員され、林業開発が急速に展開した。また木曽川の開削事業が進められ、大量の材木の運送が可能となった。木曾谷は尾張藩領とされ、尾張藩は林業により多大な収入を得た。近世前期は林材の伐採が著しく森林資源の枯渇が危惧されるようになったため、尾張藩は森林保護・伐採抑制政策を進め、その結果、広大なヒノキ林が形成されることとなった。
明治以降、尾張藩有林は国有の官林へ編入され（木曾官林）、1889年（明治22年）には御料林として皇室財産となった。第二次大戦後の1947年（昭和22年）に国有林に指定され、林野庁の所管となった。その後は、1959年（昭和34年）の伊勢湾台風による被害木の大量伐採などがあったものの、1980年代後半以降の円高に伴う輸入外材との価格競争などもあり、木材の収穫量は長期的な減少傾向にある。

## 交通
美濃国から信濃国を結ぶ位置にあるが、平地に乏しく急峻な地形が続くため、交通の難所として知られてきた。『続日本紀』には702年（大宝2年）に岐蘇山道の建設、713年（和銅6年）に吉蘇路の開通に関する記事があるが、古代官道の東山道（岐蘇山道）は、木曾谷を通らず、美濃から神坂峠を越えて伊那谷へ抜けるルートを通った。
吉蘇路は、神坂峠付近の東山道が険しく交通が困難であったために開削されたもので、開通翌年2月の『続日本紀』の記述によれば、工事責任者だった笠朝臣麻呂（かさのあそみまろ）・門部連御立（かどべのむらじみたち）・山口忌寸兄人（やまぐちいみきえひと）らは吉蘇路完成の論功行賞を受けている。吉蘇路については様々な解釈がなされているが、東山道に対する後の木曽路の前身となる道が新たに築かれたというのが有力な説で、冬季の迂回路として使われたとの見方もされている。当時切り株が残され歩きづらかった信濃路の様子について、『万葉集』巻十四・東歌の中で詠まれている。
近世には中山道が木曾谷ルートに設定され、11の宿場（木曾11宿）が置かれ、明治以降は中央西線や国道19号が開通した。